# SsangYong Chairman
La SsangYong Chairman è un'autovettura berlina prodotta a partire dal 1997 dalla SsangYong Motor Company e venduta esclusivamente in alcuni paesi dell'Asia. Nel 2008 è stata presentata la seconda generazione.
Nel 2017 termina la produzione senza esser sostituita da nessun modello.

## Prima serie (1997-2008)
La prima generazione di Chairman debutta nel 1997 e per i primi anni viene venduta anche a marchio Daewoo del cui stesso gruppo SsangYong faceva parte. Derivata dalla piattaforma della prima generazione di Mercedes-Benz W124 (serie 300 E), presenta un design fortemente ispirato alla Mercedes Classe S W140. monta inoltre alcune motorizzazioni di derivazione Mercedes opportunamente riviste secondo le norme antinquinamento coreane. La trazione era posteriore. Una versione a passo lungo, Chairman Limousine, è stata introdotta dal 2000.
Curata la sicurezza automobilistica grazie alla presenza del controllo di stabilità ESP, del controllo di trazione e dei sensori posteriori di parcheggio. Il cambio era un automatico sequenziale a 5 rapporti di origine Mercedes-Benz (NAG 5-tronic) utilizzato anche su alcuni modelli come la Classe C.

### Chairman H (dal 2003)
Con il 2003 la Chairman beneficiò di un primo restyling estetico grazie all'adozione di una nuova mascherina frontale, nuovi fari anteriori e posteriori e interni migliorati nell'assemblaggio. Tra i motori venne introdotto un 3,6 litri da 279 cavalli per 6 cilindri disposti in linea. Con il restyling la vettura venne rinominata Chairman H.
Pur essendo affiancata dalla versione "W", la H continuò a essere prodotta e subì un ultimo restyling nel 2011, per uscire definitivamente di produzione nel 2014.

### Motorizzazioni
I propulsori di origine Mercedes-Benz sono stati prodotti su licenza in Corea del Sud.
| Modello    | Disponibilità | Motore                       | Cilindrata | Potenza         |
| 2.3 L4 150 | dal debutto   | 4 cilindri in linea, Benzina | 2.300 cm³  | 110 kW (150 CV) |
| 2.8 L6 200 | dal debutto   | 6 cilindri in linea, Benzina | 2.800 cm³  | 145 kW (197 CV) |
| 3.2 L6 220 | dal debutto   | 6 cilindri in linea, Benzina | 3.199 cm³  | 162 kW (220 CV) |
| 3.6 L6 280 | dal 2007      | 6 cilindri in linea, Benzina | 3.598 cm³  | 275 kW (279 CV) |

## Seconda serie (2008-2017)
Anticipata dal concept SsangYong Wz esposto al Salone dell'automobile di Francoforte 2007 la presentazione ufficiale è avvenuta nel marzo del 2008. La seconda generazione (denominata Chairman W dove la W sottolinea la parentela con i progetti Mercedes-Benz) condivide la piattaforma a trazione posteriore con la coeva serie di Classe S W220 e, a differenza della prima serie, viene esportata in America, Russia e Medio Oriente. Disponibile in due varianti di carrozzeria (passo corto lunga oltre 5 metri, e passo lungo da oltre 5,40 metri) è stata, durante il 2008, l'auto più costosa prodotta nel mercato coreano con oltre 100 milioni di Won (circa 72.000 euro) fino a quando non è stata lanciata la concorrente Hyundai Equus con prezzi ancor più elevati.

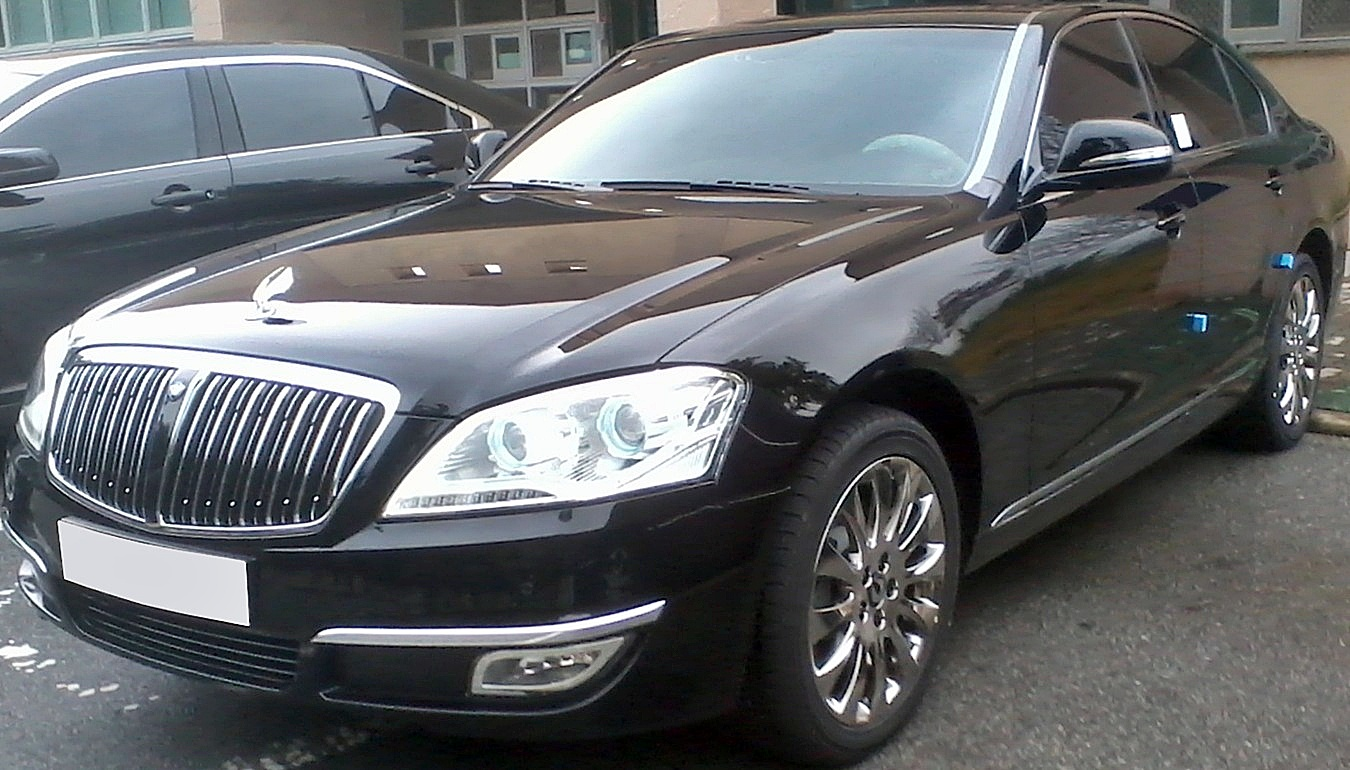
SsangYong W dopo il restyling

La trazione è posteriore mentre in opzione (per la LWB) vi è l'integrale permanente 4Matic. La Chairman W dispone di sospensioni Multilink 5 bracci sia all'avantreno che al retrotreno e una trasmissione automatica sequenziale a 7 rapporti denominata E-Tronic. Per tutte le versioni risultano di serie 10 airbag.
Nel 2011 è stata sottoposta a un restyling estetico.

### Motorizzazioni
La gamma motori è composta da tre propulsori di origine Mercedes omologati secondo la normativa Euro 4: un 3,2 litri, 6 cilindri in linea da 225 cavalli (165,5 kw), derivato dalla precedente unità montata sulla Chairman H, un 3,6 litri con 6 cilindri in linea e 250 cavalli (184 kw) e un 5,0 litri, V8 da 306 cavalli (228 kw) che lo rendono il motore fino a quel momento più potente mai prodotto in serie dalla SsangYong.
| Modello | Denominazione | Motore                           | Cilindrata | Potenza                           | Consumo (km/l) | Velocità massima (km/h) |
| 3.2 L6  | XGi3200       | 6 cilindri in linea, Benzina     | 3.199 cm³  | 165,5 kW (225 CV) @6.600 giri/min | 8,1            | 250                     |
| 3.6 L6  | XGi3600       | 6 cilindri in linea, Benzina     | 3.598 cm³  | 184 kW (250 CV) @6.600 giri/min   | 7,8            | 250                     |
| 5.0 V8  | XGi5000       | 8 cilindri disposti a V, Benzina | 4.966 cm³  | 225 kW (306 CV) @5.600 giri/min   | 7,3            | 250                     |